# 铁仔冬青
铁仔冬青（学名：Ilex chuniana）为冬青科冬青属的植物，是中国的特有植物。分布于中国大陆的广东、海南等地，生长于海拔1,000米的地区，见于山地林中，目前尚未由人工引种栽培。